# Kataleksa
Kataleksa – w wierszu iloczasowym zjawisko skrócenia stopy kończącej wers lub człon wersowy o jedną lub dwie sylaby stanowiące część lub całość tezy.
W wierszu sylabotonicznym zjawisko skrócenia stopy kończącej wers lub człon wersowy o jedną lub dwie sylaby nieakcentowane. 
Stopa w ten sposób skrócona nazywa się stopą katalektyczną, a metrum, w którym to zjawisko występuje - metrum katalektycznym.
Redukcja katalektyczna dotyczy wyłącznie stóp kończących się tezą (w wierszu iloczasowym) lub sylabami nieakcentowanymi (w metrach akcentuacyjnych): amfibrachu, daktylu, peonu trzeciego i trocheju. Daktyl i jonik a maiore może podlegać, oprócz zwykłej kataleksy, tzw. kataleksie dużej (zwanej też kataleksą podwójną lub brachykataleksą), w wyniku której zredukowane zostają dwie ostatnie sylaby tezy. 
W polskim sylabotoniku kataleksa dotyczy najczęściej klauzuli wersu, niekiedy występuje przed średniówką. 
Przykład czterostopowca trocheicznego z kataleksą w poezji angielskiej (pierwsze trzy wersy, wytłuszczonym drukiem – sylaby akcentowane):
Through the / forest / have I / gone.
But A- / thenian / found I / none,
On whose / eyes I / might ap- / prove
This flow- / er's force / in stir- / ring love.
(W. Shakespeare, Sen nocy letniej, akt II, scena III, fragment jednego z monologów Puka)
Stopy zakończone sylabą akcentowaną (anapest, jamb) mogą podlegać hiperkataleksie, czyli stopa taka umieszczona w klauzuli wersu lub będąca ostatnim elementem członu wersowego może zostać rozbudowana o jedną sylabę nieakcentowaną. 
Jeżeli ostatnia stopa wersu lub członu wersowego jest pełna – mówi się o akataleksie.
W wierszu Adama Mickiewicza Chór strzelców, napisanym amfibrachicznym dwustopowcem, w zwrotce pierwszej wersy są akatalektyczne (sSssSs), a w zwrotce drugiej na przemian akatalektyczne i katalektyczne (sSssS):
Śród opok i jarów,
I plonów i głogów,
Przy dźwięku ogarów,
I rusznic i rogów;

 Na koniu, co w cwale
 Sokoli ma lot,
 I z bronią, co w strzale
 Huczniejsza nad grzmot:
Natomiast w Odzie do radości Friedricha Schillera wersy nieparzyste są trocheiczne czterostopowe akatalektyczne (SsSsSsSs), a wersy parzyste również trocheiczne czterostopowe katalektyczne (SsSsSsS):
Freude, schöner Götterfunken,
Tochter aus Elysium,
wir betreten feuertrunken,
Himmlische, dein Heiligtum!
Deine Zauber binden wieder,
was die Mode streng geteilt;
alle Menschen werden Brüder,
wo dein sanfter Flügel weilt.